# Nicola Giuliano
Nicola Giuliano (Napoli, 1º febbraio 1966) è un produttore cinematografico italiano, fondatore, insieme a Francesca Cima, della Indigo Film.

## Biografia
Dopo aver frequentato il Centro sperimentale di cinematografia a Roma, nel 1994 ha fondato con Francesca Cima e Carlotta Calori la Indigo Film. Nel 2001 inizia a collaborare con Paolo Sorrentino producendo il suo esordio cinematografico L'uomo in più. Dal 2001 è docente esterno presso il corso di produzione della Scuola nazionale di cinema di Roma. Ha insegnato Produzione cinematografica presso l'Università degli Studi "Suor Orsola Benincasa" di Napoli e ha tenuto la cattedra di Scienza delle comunicazioni e presso il DAMS dell'Università di Bologna.
Ha tenuto nel 2004, un seminario di produzione alla Scuola di Cinema e televisione di San Antonio de los Baños (Cuba). Nel 2007 ha prodotto La ragazza del lago, opera prima di Andrea Molaioli, film vincitore di dieci David di Donatello, tra cui quello di miglior produttore, conferito a Giuliano e Francesca Cima. Nel 2013 con la Indigo produce La grande bellezza di Paolo Sorrentino, film vincitore del premio Oscar 2014 nella categoria miglior film straniero (il 2 marzo 2014 il produttore presenzia a Los Angeles nella cerimonia di premiazione insieme a Paolo Sorrentino, Toni Servillo e Francesca Cima), nonché vincitore del Golden Globe per il miglior film straniero e di quattro European Film Awards.

## Filmografia

### Cinema

#### Cortometraggi
- L'amore non ha confini, regia di Paolo Sorrentino (1998)
- La notte lunga, regia di Paolo Sorrentino (2001)
- La visita, regia di Andrea De Rosa (2002)
- Don Vitaliano, regia di Paolo Pisanelli – documentario (2002)

#### Documentari
- Roma A.D. 000, regia di Paolo Pisanelli (2001)
- Nella Napoli di Luca Giordano, regia di Mario Mortone (2001)
- Passano i soldati, regia di Luca Gasparini (2001)
- Pesci combattenti, regia di Andrea D'Ambrosio e Daniele Di Biasio (2002)
- La regola del contemporaneamente, regia di Massimo Coppola (2003)
- Via dell'Esquilino, regia di Daniele Di Biasio (2005)
- Bianciardi!, regia di Massimo Coppola e Alberto Piccinini (2007)
- Napoli piazza Municipio, regia di Bruno Oliviero (2008)
- La bocca del lupo, regia di Pietro Marcello (2009)
- Napoli 24, registi vari (2010)
- Questa storia qua, regia di Alessandro Paris e Sibylle Righetti (2011)
- La nave dolce, regia di Daniele Vicari (2012)
- Io, qui. Lo sguardo delle donne, regia di Costanza Quatriglio (2012)
- Slow Food Story, regia di Stefano Sardo (2013)

#### Lungometraggi
- Cadabra, regia di Fausto Brizzi, Alberto Vendemmiati, Andrea Aurigemma  (1994)
- Prima del tramonto, regia di Stefano Incerti (1999)
- Dorme, regia di Eros Puglielli (2000)
- L'uomo in più, regia di Paolo Sorrentino (2001)
- La volpe a tre zampe, regia di Sandro Dionisio (2001)
- Le conseguenze dell'amore, regia di Paolo Sorrentino (2004)
- Apnea, regia di Roberto Dordit (2005)
- La guerra di Mario, regia di Antonio Capuano (2005)
- Odessa, regia di Leonardo Di Costanzo e Bruno Oliviero (2006)
- L'amico di famiglia, regia di Paolo Sorrentino (2006)
- La ragazza del lago, regia di Andrea Molaioli (2007)
- Il passaggio della linea, regia di Pietro Marcello (2007)
- Il divo, regia di Paolo Sorrentino (2008)
- La doppia ora, regia di Giuseppe Capotondi (2009)
- Hai paura del buio, regia di Massimo Coppola (2010)
- Ulidi piccola mia, regia di Mateo Zoni (2011)
- Il gioiellino, regia di Andrea Molaioli (2011)
- This Must Be the Place, regia di Paolo Sorrentino (2011)
- La kryptonite nella borsa, regia di Ivan Cotroneo (2011)
- Benvenuto Presidente!, regia di Riccardo Milani (2013)
- La grande bellezza, regia di Paolo Sorrentino (2013)
- Il Natale della mamma imperfetta, regia di Ivan Cotroneo (2013)
- Il ragazzo invisibile, regia di Gabriele Salvatores (2014)
- Youth - La giovinezza, regia di Paolo Sorrentino (2015)
- Romeo e Giulietta, regia di Massimo Coppola (2015)
- L'attesa, regia di Piero Messina (2015)
- Io e lei, regia di Maria Sole Tognazzi (2015)
- Slam - Tutto per una ragazza, regia di Andrea Molaioli (2016)
- Fortunata, regia di Sergio Castellitto (2017)
- Il ragazzo invisibile - Seconda generazione, regia di Gabriele Salvatores (2018)
- Un figlio a tutti i costi, regia di Fabio Gravina (2018)
- Metti la nonna in freezer, regia di Giancarlo Fontana e Giuseppe Stasi (2018)
- Loro, regia di Paolo Sorrentino (2018)
- Capri-Revolution, regia di Mario Martone (2018)
- L'uomo che comprò la Luna, regia di Paolo Zucca (2019)
- Il sindaco del rione Sanità, regia di Mario Martone (2019)
- Gli infedeli, regia di Stefano Mordini (2020)
- Qui rido io, regia di Mario Martone (2021)
- Comandante, regia di Edoardo De Angelis (2023)
- Vangelo secondo Maria, regia di Paolo Zucca (2023)
- Another End, regia di Piero Messina (2024)
- Iddu - L'ultimo padrino,  regia di Fabio Grassadonia e Antonio Piazza (2024)

#### Sceneggiatore
- Benvenuto Presidente!, regia di Riccardo Milani (2013)

### Televisione

#### Produttore
- Una mamma imperfetta – serie TV (2013)
- Non mentire, regia di Gianluca Maria Tavarelli – miniserie TV (2019)
- Lovely Boy, regia di Francesco Lettieri (2021)
- The Bad Guy – serie TV (2022)

## Riconoscimenti
- European Film Awards
  - 2013: European Film Awards per il miglior film con Paolo Sorrentino e Francesca Cima per La grande bellezza
  - 2013: Candidatura al miglior commedia con Riccardo Milani e Francesca Cima per Benvenuto Presidente!
- BAFTA Awards
  - 2014: Miglior film non in lingua inglese con Paolo Sorrentino e Francesca Cima per La grande bellezza
- David di Donatello
  - 2005: Nomination miglior produttore con Domenico Procacci per Le conseguenze dell'amore
  - 2005: David di Donatello per il miglior film con Domenico Procacci e Paolo Sorrentino per Le conseguenze dell'amore
  - 2006: Candidatura al miglior produttore con Domenico Procacci e Francesca Cima per La guerra di Mario
  - 2008: David di Donatello per il miglior produttore con Francesca Cima per La ragazza del lago
  - 2009: Candidatura al miglior produttore con Andrea Occhipinti, Maurizio Coppolecchia e Francesca Cima per Il divo
  - 2009: Candidatura al miglior film con Andrea Occhipinti, Maurizio Coppolecchia, Francesca Cima e Paolo Sorrentino per Il divo
  - 2012: Candidatura al miglior produttore con Andrea Occhipinti e Francesca Cima per This Must Be the Place
  - 2012: Candidatura al miglior film con Andrea Occhipinti, Francesca Cima e Paolo Sorrentino per This Must Be the Place
  - 2014: David di Donatello per il miglior produttore con Francesca Cima per La grande bellezza
  - 2015: Candidatura al miglior produttore con Francesca Cima e Carlotta Calori per Il ragazzo invisibile
  - 2016: Candidatura al miglior produttore con Francesca Cima e Carlotta Calori per Youth – La giovinezza
- Nastri d'argento
  - 2007: Candidatura al miglior produttore con Francesca Cima per La guerra di Mario e Apnea
  - 2008: Candidatura al miglior produttore con Francesca Cima per La ragazza del lago
  - 2009: Nastro d'argento al miglior produttore con Fabio Conversi, Francesca Cima, Andrea Occhipinti e Maurizio Coppolecchia per Il divo
  - 2012: Candidatura al miglior produttore con Francesca Cima e Andrea Occhipinti per This Must Be the Place
  - 2013: Candidatura al miglior produttore con Francesca Cima per La grande bellezza
- Ciak d'oro
  - 2008 – Miglior produttore per La ragazza del lago[2]
  - 2009 – Miglior produttore per Il divo[3]
  - 2014 – Miglior produttore per La grande bellezza[4]